# Tony Seitz Petzhold
Antônia Seitz Petzhold, mais conhecida como Tony (Porto Alegre, 20 de fevereiro de 1914 — 6 de abril de 2000) foi uma professora de dança, bailarina e coreógrafa brasileira e uma das pioneiras da dança clássica no estado do Rio Grande do Sul.

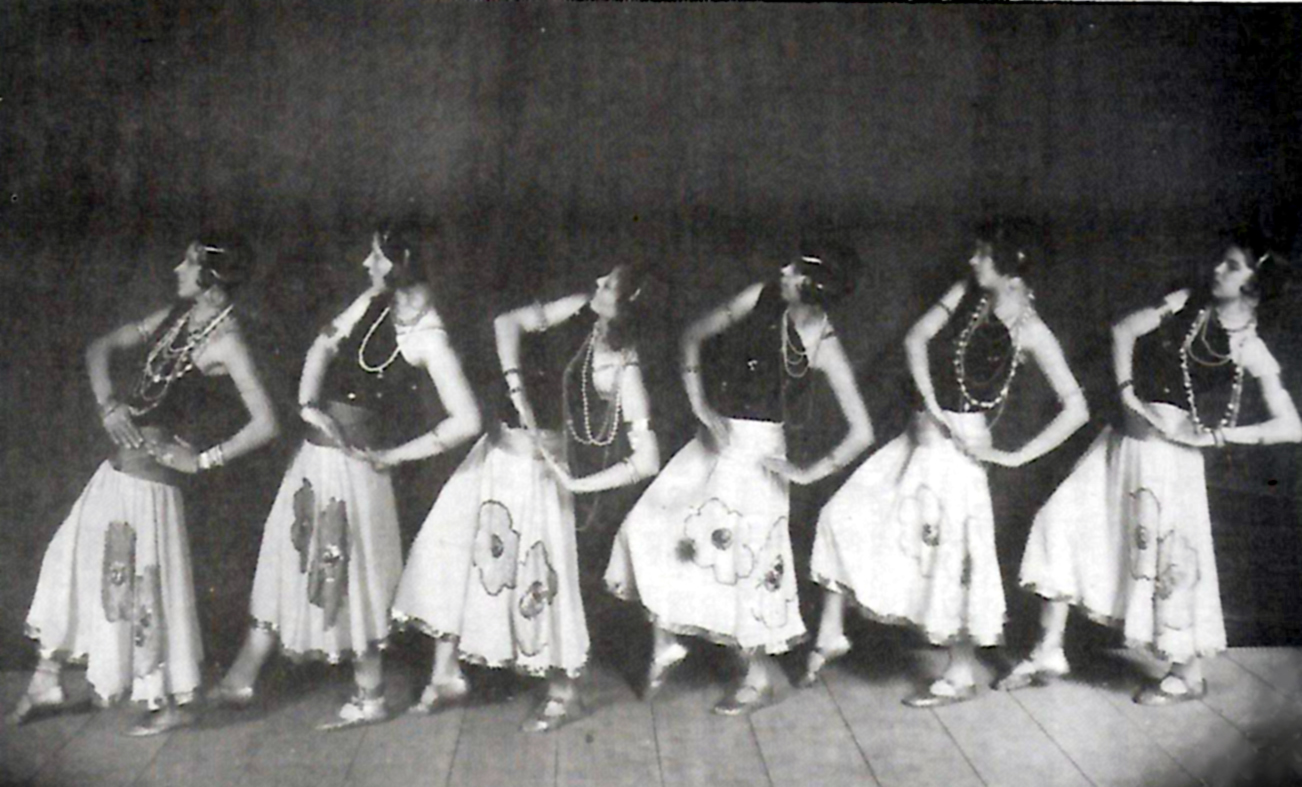
Bailado A Princesa Moura, montado em 1930 no Theatro São Pedro pelo Instituto de Cultura Física.

## Biografia
Filha de Antônio Petzhold e Centa Seitz, alemães interessados pela cultura e as artes, desde pequena participou de festas sociais e beneficentes onde eram apresentadas alegorias dançadas. Teve como primeiras professoras Mina Black e Nenê Bercht, que dirigiam o Instituto de Cultura Física, onde ministravam aulas de ginástica rítmica e acrobática e danças folclóricas e realizavam apresentações públicas. O Instituto de Cultura Física tinha influências da dança de Isadora Duncan e do método de expressão corporal de Émile Jaques-Dalcroze, mas não objetivava a profissionalização e era voltado principalmente para a saúde e beleza do corpo e a educação física de um modo geral, dentro da filosofia da "mente sã em corpo são", onde a dança era apenas o corolário estetizado da ginástica.
No início da década de 1930 foi convidada a ser assistente de Mina, e em 1934 assumiu a direção administrativa do Instituto. Em 1935 seu espetáculo A Dança das Horas foi um dos pontos altos das comemorações do centenário da Revolução Farroupilha, sendo repetido no Theatro São Pedro.
Em 1937 foi para a Alemanha em busca de aperfeiçoamento em dança clássica e moderna, estudando com Joana Laban, Mary Wigman, Victor e Tatjana Gsovsky e Gret Palucca. Ao voltar para Porto Alegre reassumiu a direção do Instituto e reorganizou-o como a Escola de Bailados Clássicos Tony Seitz Petzhold, dando ênfase à dança erudita, mas mantinha aulas de ginástica para moças e senhoras e de iniciação à dança para crianças. Sua escola formou gerações de dançarinos profissionais, incluindo nomes como Beatriz Consuelo, Cecy Franck, Eleonora Oliosi, Jane Blauth, Jusssara Pinheiro de Miranda, Maria Amélia Barbosa, Neuza Pitta Maia e Taís Virmond. Em sua escola formou-se o primeiro homem a dançar profissionalmente no estado, João Luiz Rolla.
Em 1940 graduou-se em Educação Física na Universidade Federal do Rio Grande do Sul, onde depois lecionou, e deu aulas ainda no Curso de Formação de Professores do Instituto de Educação General Flores da Cunha. Foi diretora técnica e artística dos colégios Sévigné e Americano e coreógrafa exclusiva da TV Piratini. Criou os grupos Conjunto Coreográfico Porto-alegrense (ou Porto Alegre Ballet, 1959), a Companhia de Dança do Rio Grande do Sul (1968) e o Ballet Phoenix (1981). Integrou a primeira diretoria da Associação de Professores de Dança Clássica do Rio Grande do Sul, criada em 1969, sendo eleita membro do Conselho Deliberativo e vice-presidente técnica.
Seus espetáculos eram muito elogiados, destacando-se os bailados A Bela Adormecida, Rapsódia in Blue, As Estações, Quebra Nozes, Concerto de Vivaldi, Baú Velho, D. Quixote, Caminho da Redenção, Festa dos Navegantes, Os Sete Pecados Capitais, Ballet em Torno do Mundo. Foi uma das principais responsáveis pela consolidação da dança na capital e sua difusão pelo interior, e é amplamente reconhecida como uma das pioneiras da dança clássica no estado. O Ballet Phoenix foi uma das mais populares e premiadas companhias locais de dança. Recebeu os títulos de Cidadã Honorária de Bagé, Destaque das Artes de Porto Alegre, e Cidadã Emérita de Porto Alegre, quando foi louvada como "uma figura brilhante no meio artístico porto-alegrense, honrando, com sua cultura e dedicação, esta classe, muitas vezes incompreendida, e a geração gaúcha, que tem o privilégio de desfrutar de seus ensinamentos, exemplos e convivência". Também recebeu diploma de Honra ao Mérito do Conselho Brasileiro de Dança e a Comenda CBD pelos brilhantes serviços prestados à dança do Brasil.
O prédio onde funcionou a Escola de Bailados a partir dos anos 1990 passou a abrigar grupos de teatro e outras atividades, e desde 2013, por iniciativa de sua neta Thaís Petzhold e da professora Ana Claudia Pedone, é a Casa Cultural Tony Petzhold. Os cem anos de seu nascimento em 2014 foram comemorados com várias atividades, incluindo recitais e oficinas de dança e o lançamento da Associação de Amigos da Casa Tony Petzhold. Em 2018 foi homenageada pela Companhia Municipal de Dança de Porto Alegre junto com outras pioneiras, Lya Bastian Meyer, Irmgard Hofmann Azambuja e Salma Chemale, considerando que "elas abriram caminho para que a arte da dança fosse desenvolvida e aprimorada durante décadas". Foi biografada por Ana Luiza Gonçalves Freire no livro Tony Petzhold: uma vida pela dança (Movimento, 2002).